# Технічний ліцей імені Анатолія Лигуна
Науковий ліце́й і́мені Анато́лія Лигуна́ — загальноосвітній навчальний заклад технічного профілю у місті Кам'янське Дніпропетровської області, технічний ліцей з поглибленим вивченням математики, фізики та інформатики.

## Історія
Ліцей веде свій родовід від класичної чоловічої гімназії, одного з перших навчальних закладів у Кам'янському, заснованої у 1907 році. Першим директором гімназії був відомий український педагог і громадський діяч Дмитро Сигаревич, запрошений на цю посаду правлінням товариства «Просвіта». Гімназія знаходилась у спеціально збудованому для неї будинку, де зараз розташований перший корпус теперішнього технічного ліцею.
За радянської влади — 1-ша школа Дніпродзержинська. З 1943 по 1954 рік школа була жіночою.
Рішенням Дніпродзержинської міської ради народних депутатів № 309 від 15 листопада 1989 року на базі середньої школи № 1 та Дніпродзержинського індустріального інституту ім. М. І. Арсеничева був створений технічний ліцей.

## Архітектура будинку
Фундамент майбутньої чоловічої гімназії був закладений у 1905 році поруч з Народною аудиторією. Збудована у 1907 на Гімназичній вулиці в центрі міста.
Будинок гімназії було спроектовано таким чином, щоб всі її вікна виходили на схід. Паркетна підлога у коридорах і класах, кольоровий кахель на сходах та майданчиках між поверхами, вітражі на вікнах, висока стеля та вікна, різьблені двері, килимові доріжки у коридорах, бронзові люстри у актовій залі (нині — спортивна зала), раціонально розташовані кабінети.

## Сьогодення
Ліцей є:
- науково-практичним центром Інституту педагогічної освіти і освіти дорослих НАПН України з проблем неперервної професійної освіти на громадських засадах;
- складовою науково-навчально-виробничого комплексу «Прометей» при Дніпровському державному технічному університеті;
- базовим навчальним закладом Кам'янського з питань розробки науково-методичного комплексу з математики, фізики та інформатики.

## Відомі випускники
- Брежнєв Леонід Ілліч — радянський державний і партійний діяч, Генеральний секретар ЦК КПРС, Голова Президії Верховної Ради СРСР;
- Стоянов Леонід Дмитрович — радянський письменник;
- Позняков Олександр Олександрович[ru] — Герой Радянського Союзу, полковник КДБ.
- Нікіша Андрій Олександрович — український науковий та культурний діяч, засновник гурту "Rose and Concrete".